# Frederick Parkes Weber
Frederick Parkes Weber (8 de mayo de 1863 - 2 de junio de 1962) fue un dermatólogo inglés que ejerció la medicina en Londres. Su padre, Hermann David Weber (1823-1918) fue médico personal de la reina Victoria.
Weber fue educado en Charterhouse y en el Trinity College de Cambridge. Estudió medicina en el Hospital de San Bartolomé en Londres y en  Viena y París. Al regresar a Inglaterra, se especializó en cirugía en el Hospital de San Bartolomé. Posteriormente trabajó en el Hospital Brompton y en el Mount Vernon.
Weber contribuyó con más de 1200 artículos médicos y escribió 23 libros a lo largo de 50 años. En 1929, junto con su esposa, publicó un libro sobre medicina filosófica llamado "Aspectos de la muerte y aspectos correlacionados de vida en el arte, epigrama, y la poesía". Weber era un descriptor prodigioso de términos dermatológicos nuevos y únicos.
Compartía con su padre la afición por la colección de monedas; su colección numismática se puede visitar en la Biblioteca Médica de Boston, el Museo Británico, la Biblioteca Bodleiana de Oxford, y el Fitzwilliam College de Cambridge. Fue miembro de la Real Sociedad Numismática.